# Therese Schielke
Therese Schielke, auch Theresa Schielke, geborene Teresa Komorowska (* 29. Oktober 1958 in Zabrze) ist eine polnische Basketballtrainerin und ehemalige -spielerin.

## Leben
In ihrem Heimatland Polen gelang ihr im Alter von 17 Jahren bei AZS Posen der Sprung in die erste Liga. Sie wurde 1978 mit AZS polnische Meisterin. Sie bestritt 190 Länderspiele, 1978, 1980 und 1981 war sie Teilnehmerin der Europameisterschaften. 1980 und 1981 errang sie mit der polnischen Auswahl dabei jeweils den zweiten EM-Rang. In beiden Jahren unterlag man im Endspiel der Sowjetunion. Komorowska war während des EM-Turniers 1980 mit einem Schnitt von 11,9 Punkten je Begegnung beste polnische Korbschützin. 1989 zog die 1,81 Meter messende Komorowska nach Deutschland und spielte fortan beim VfL Bochum in der 2. Bundesliga.
Sie war später Spielerin und Trainerin bei der BG Dorsten. Anfang Januar 2003 trat die Diplom-Sportlehrerin das Traineramt beim Damen-Bundesligisten TV Bensberg an. Sie führte die Bensbergerinnen im weiteren Verlauf der Saison 2002/03 in die Bundesliga-Meisterrunde sowie im deutschen Pokalwettbewerb unter die besten Vier. Aus familiären Gründen gab die dreifache Mutter das Amt nach dem Saisonende im März 2003 wieder ab. In der Sommerpause 2004 begann sie eine zweite Amtszeit als Bundesligatrainerin in Bensberg erneut. Sie übte auch Aufgaben im Jugendbereich aus und betreute unter anderem die weibliche U20 des Vereins bei der Zwischenrunde zur deutschen Meisterschaft 2005. Im Mai 2005 wurde die Trennung zwischen Schielke und dem TV Bensberg verkündet.
Im Jahr 2009 war Schielke Assistentin von Bundestrainer René Spandauw bei der deutschen U16-Auswahl. Von Saisonbeginn 2009/10 bis Saisonende 2010/2011 betreute sie die Damen von Phoenix Hagen als Trainerin in der zweiten Bundesliga. In der Stadt Duisburg übernahm Schielke das Training bei einer Basketball-Arbeitsgemeinschaft am Elly-Heuss-Knapp-Gymnasium und ebenfalls in der aus der AG entstandenen Basketballabteilung des SV Rheinland Hamborn („Elly Baskets“).